# Cratère des Pingualuit
Pingualuitkratern (franska: Cratère des Pingualuit, inuktitut: finne) tidigare Chubb Crater och senare Cratère du Nouveau-Quebec är en ung meteoritkrater i provinsen Québec i Kanada. Toppen på Cratère des Pingualuit är 623 meter över havet. Kratern är 3,44 km i diameter och bildar en 252 meter djup sjö. Vattnet i sjön är mycket rent med en salthalt på mindre än 3 milligram per liter (mg/l). Sjön har vare sig till- eller utlopp så allt vatten är regn- och smältvatten. Kraterkanten ligger 163 meter över omgivningen. 
Kratern bildades för cirka 1,4 miljoner år sedan, och upptäcktes år 1943 av en pilot. Frederick W. Chubb och V. Ben Meen, som besökte kratern år 1950 och gav den namnet Chubb Crater, insåg att den hade bildats av ett meteoritnedslag. Namnet ändrades år 1954 till Cratère du Nouveau-Quebec (Ny-Quebec kratern) och år 1999 till Pingugluit. Kratern och det kringliggande området är idag nationalparken Pingualuit National Park.
Terrängen runt Cratère des Pingualuit är huvudsakligen platt. Trakten runt Cratère des Pingualuit är nära nog obefolkad, med mindre än två invånare per kvadratkilometer.. Det finns inga samhällen i närheten. Trakten runt Cratère des Pingualuit består i huvudsak av gräsmarker.